# Euximoor
Euximoor is een dorp in het Engelse graafschap Cambridgeshire. Het dorp ligt in het district Fenland en telt ca. 90 inwoners.